# Lispe sineseta
Lispe sineseta är en tvåvingeart som beskrevs av Zielke 1971. Lispe sineseta ingår i släktet Lispe och familjen husflugor.
Artens utbredningsområde är Gabon. Inga underarter finns listade i Catalogue of Life.